# Wallburg Chrobry in Szprotawa

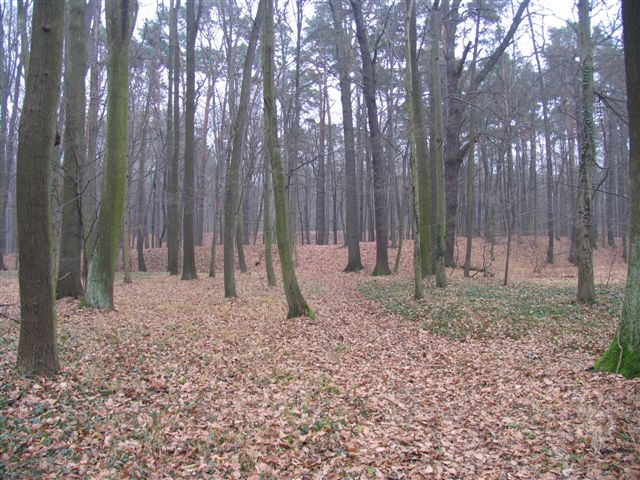
Burg Chrobry von Westen

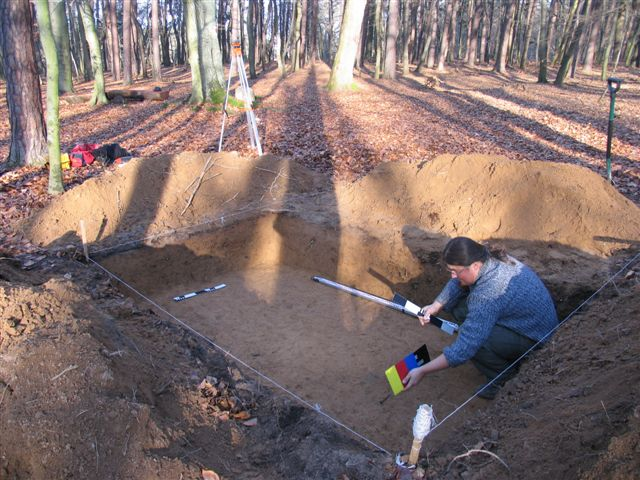
Ausgrabungen 2008

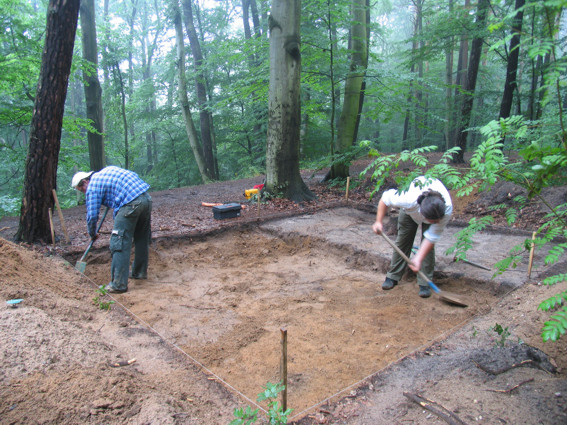
Ausgrabung 2009

Die Wallburg Chrobry (deutsch: Nonnenbuschberg) ist ein Slawischer Burgwall und zugleich eine frühpolnische Burganlage in Szprotawa (Sprottau) im Ortsteil Iłowa (Eulau). Sie liegt im Bobertal auf dem Gebiet des Naturschutzgebietes Slawischer Park und ist die größte ihrer Art in Polen. Am 30. Mai 2007 wurde die Wallburg auf Antrag des Vereins Niederschlesische Heide zum Kulturdenkmal erklärt.

## Geschichte
Die Wallburg Chrobry ist vermutlich identisch mit der Burg „Ilva“ der Dadosanen. Auf der Burg trafen sich im Jahre 1000 Ort der polnische Herzog Bolesław Chrobry und der Römisch-deutsche Kaiser Otto III. auf dessen Reise zum Grab des heilig zu sprechenden Adalbert von Prag nach Gnesen war.

## Anlage
Die Oberfläche der Wallburg beträgt ca. 4 Hektar und die Höhe etwa sechs Meter. Es ist ein mehreckiger Bau mit deutlicher Regelmäßigkeit und starker Bodenneigung. In der Umgebung der Burg befinden sich Brüche und Moore, die teilweise ausgetrocknet sind.

## Archäologische Ausgrabungen
August Gloger beschrieb das Bodendenkmal als Wallburg aus der polnischen Zeit vor der Deutschen Ostkolonisation, gibt aber hierzu keine Untersuchungen an.
Maciej Boryna vom Muzeum Ziemi Szprotawskiej (Museum des Sprottauer Landes) fand am Objekt mittelalterliches Keramikmaterial und vermutet, dass diese Walburganlage nie fertiggestellt oder nur kurze Zeit genutzt wurde. In der Nähe befindliche kleinere kulturarchäologische Bodendenkmäler könnten im Zusammenhang mit dieser Wallburg stehen.